# Marowijne (district)
Marowijne is een district van Suriname, gelegen in het uiterste noordoosten van het land. In het noorden wordt het begrensd door de Atlantische Oceaan en in het oosten wordt het begrensd door de gelijknamige rivier de Marowijne, die de grens vormt met Frans-Guyana. In het westen grenst het district aan het district Commewijne en Para, en in het zuiden aan het district Sipaliwini. De hoofdplaats van Marowijne is Albina, het heeft 16.641 inwoners (2004) en een landoppervlakte van 4627 km².

## Geschiedenis
Het dorp Moiwana in het district Marowijne is een belangrijke plek van een belangrijke gebeurtenis in de Binnenlandse Oorlog, op 29 november 1986 vond er een bloedbad plaats. Troepen van Desi Bouterse zochten naar rebellenleider Ronnie Brunswijk in Moiwana en toen hij niet gevonden werd vermoordden zij ten minste 39 onschuldige burgers (met name vrouwen en kinderen). Ook werden huizen, waaronder dat van Brunswijk, in brand gestoken. Voor de erkenning van de misdaad werd jarenlang gevochten door het mensenrechtenbureau Moiwana'86.

## Geografie

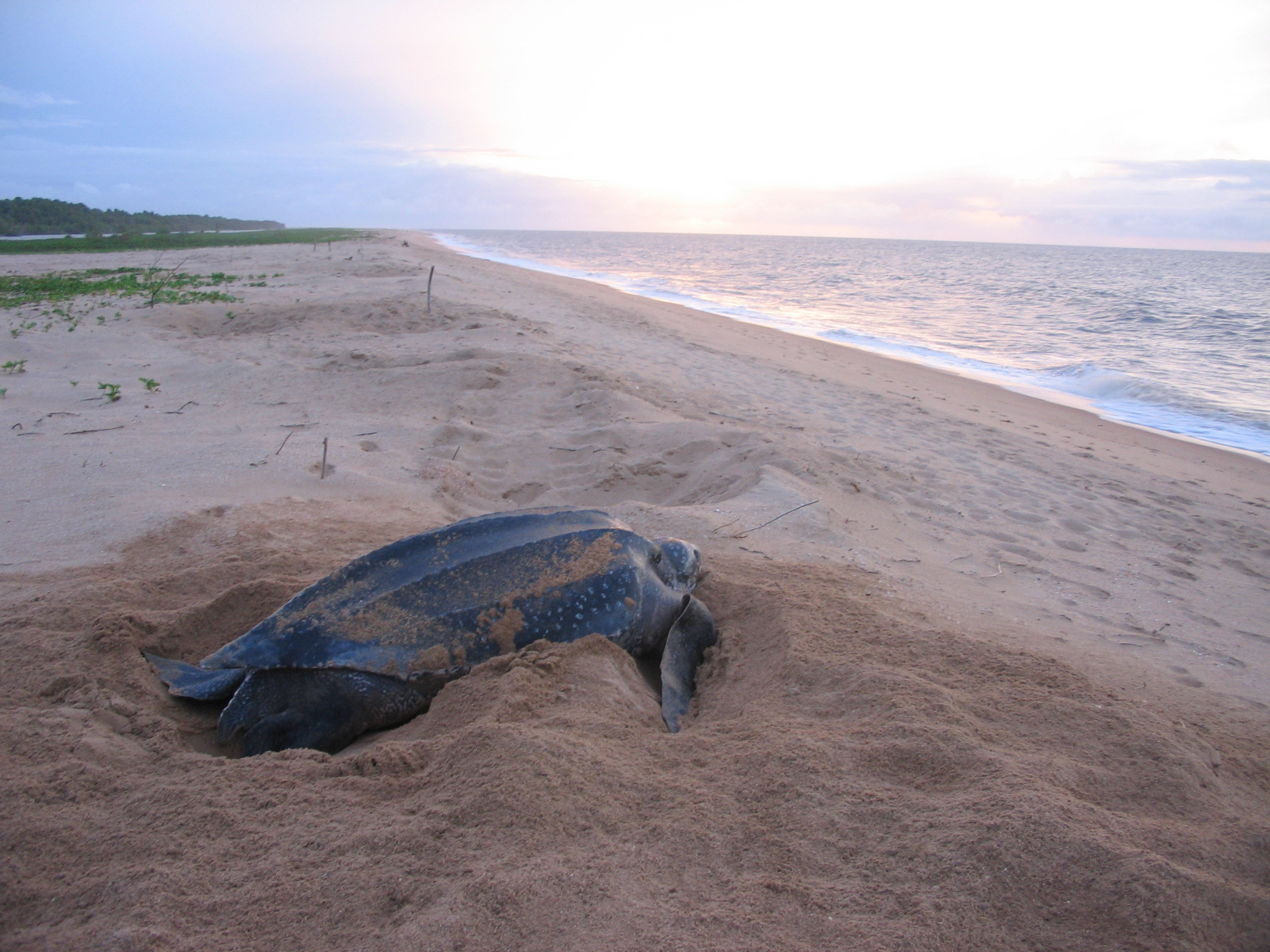
Lederschildpad op het strand bij het dorp Galibi

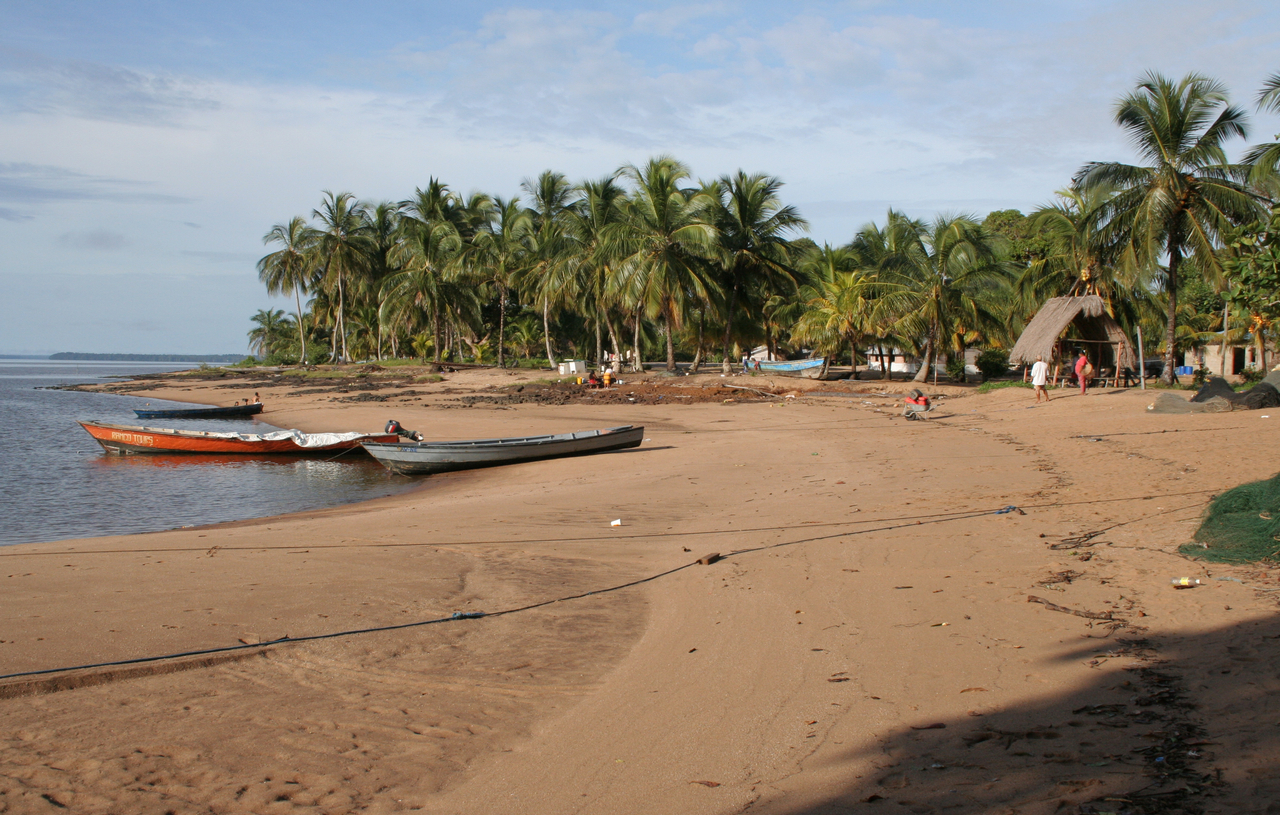
Het inheemse dorp Langamankondre, Galibi

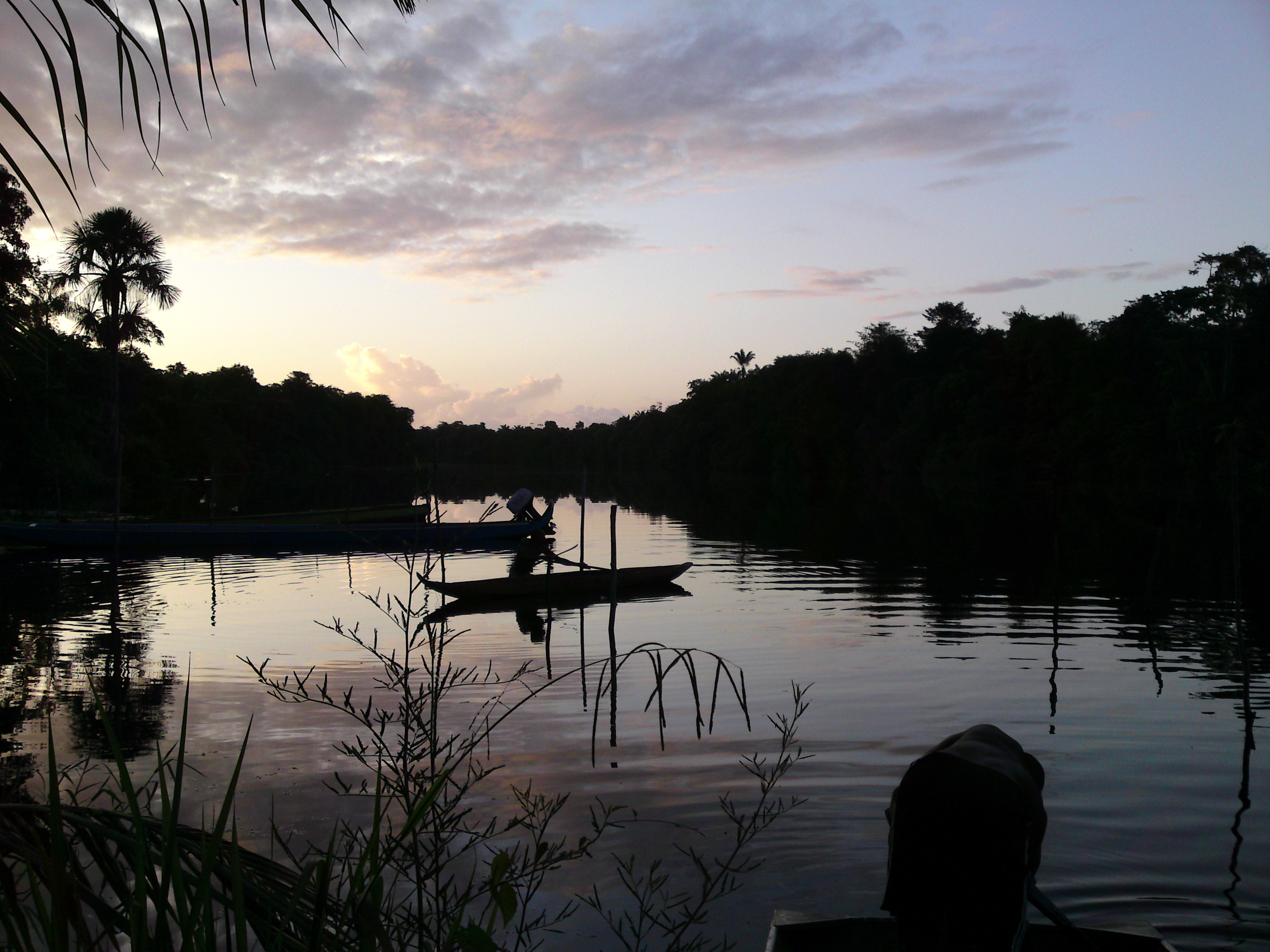
Pinatyaimi

Naast de rivier de Marowijne, zijn ook de rivier de Cottica en de Wanekreek belangrijke waterlopen. Aan de Atlantische mangrovekust bevindt zich het Wia Wia Natuurreservaat en bij de monding van de Marowijne bevindt zich het Wanekreek Natuurreservaat.
Het district is bekend van de stranden aan de Atlantische Oceaan bij het Natuurreservaat Galibi, waar zich een van de belangrijkste nestplekken van de lederschildpad bevindt. Samen met het Amana Natuurreservaat in het naburige Frans-Guyana komt bijna de helft van gezonde populaties in de wereld hier nesten. Naast de lederschildpad, is het ook een belangrijke nestplaats voor de Soepschildpad of krapei, warana en Karetschildpad.

## Economie
In het begin van de twintigste eeuw werd bauxiet ontdekt in de buurt van Moengo. Dit resulteerde in een sterke toename van mijnbouw, uitgevoerd door de Surinaamsche Bauxiet Maatschappij (SBM en later Suralco) zorgde dat voor een duidelijke stijging van de welvaart in Suriname. In de 21e eeuw is er door het wegvallen van de bauxietmijnbouw van Suralco in 2015 sprake van economische teruggang in het gebied.
Het district kent tevens een belangrijke toeristische industrie. Een belangrijke attractie is het bezoeken van de schildpadden in inheemsendorp Galibi en de culturele attracties in Moengo, waaronder kunstenaarscentrum Tembe Art Studio. De enige reguliere grensovergang met Frans-Guyana, tussen Albina en Saint-Laurent-du-Maroni is een belangrijke entree voor toeristen in Suriname.

## Bevolking
Volgens de volkstelling van 2012 telt Marowijne 18.294 inwoners. Marowijne wordt voor het grootste deel bewoond door Marrons, met name de Aukaners, de Paramaccaners en de Aluku (in totaal 13.172 Marrons, ofwel 72%). Verder wonen er Inheemsen (1673, ofwel 9%), Javanen (1222, ofwel 7%),  Creolen (448), Hindostanen (162) en  Chinezen (384). Verder wonen er 1117 mensen van gemengde afkomst, hetgeen gelijk is aan 6% van de bevolking.
| Census 2012     | Aantal | %      |
| --------------- | ------ | ------ |
| Marrons         | 13.103 | 71,62% |
| Inheemsen       | 1673   | 9,15%  |
| Javanen         | 1222   | 6,67%  |
| gemengd         | 1117   | 6,11%  |
| Creolen         | 448    | 2,45%  |
| Chinezen        | 384    | 2,10%  |
| Hindoestanen    | 162    | 0,89%  |
| overige         | 97     | 0,53%  |
| onbekend        | 67     | 0,37%  |
| Afro-Surinamers | 15     | 0,08%  |
| Blanken         | 6      | 0,03%  |
| Totaal          | 18.294 | 100%   |

## Ressorten

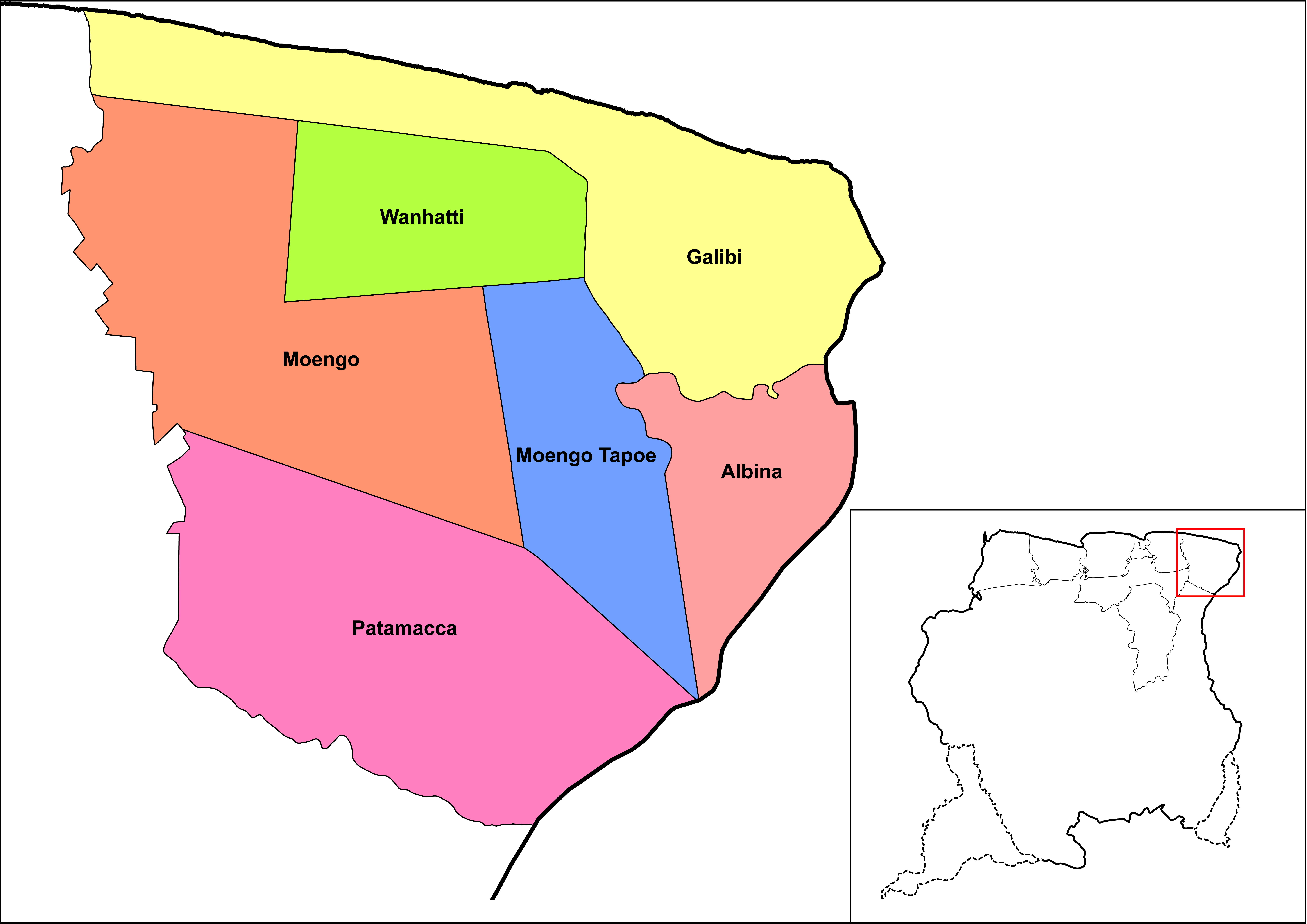
Ressorten van Marowijne
Albina (zalmroze)
Galibi (geel)
Moengo (oranje)
Moengotapoe (blauw)
Patamacca (magenta)
Wanhatti (groen)

Het district Marowijne is onderverdeeld in zes ressorten:
| Ressort     | oppervl. (km²) | inwoners | dichtheid (inw/km²) |
| ----------- | -------------- | -------- | ------------------- |
| Albina      | 397            | 4971     | 12,52               |
| Galibi      | 1014           | 674      | 0,66                |
| Moengo      | 1117           | 9753     | 8,73                |
| Moengotapoe | 455            | 477      | 1,05                |
| Patamacca   | 1183           | 415      | 0,35                |
| Wanhatti    | 461            | 351      | 0,76                |
| Totaal      | 4627           | 16641    | 3,60                |

### Bestuur
Tot 2019 kende Marowijne een districtscommissaris (dc). In februari van dat jaar werd het gebied opgedeeld. Freddy Daniël, die het gehele gebied eerst had bestuurd, bleef hierna aan als dc van Marowijne-Noordoost (Albina). Kenya Pansa, die hiervoor dc was van Brokopondo, kreeg de leiding over Marowijne-Zuidwest (Moengo).
Hieronder volgt een incompleet overzicht van districtscommissarissen die het district hebben bestuurd:

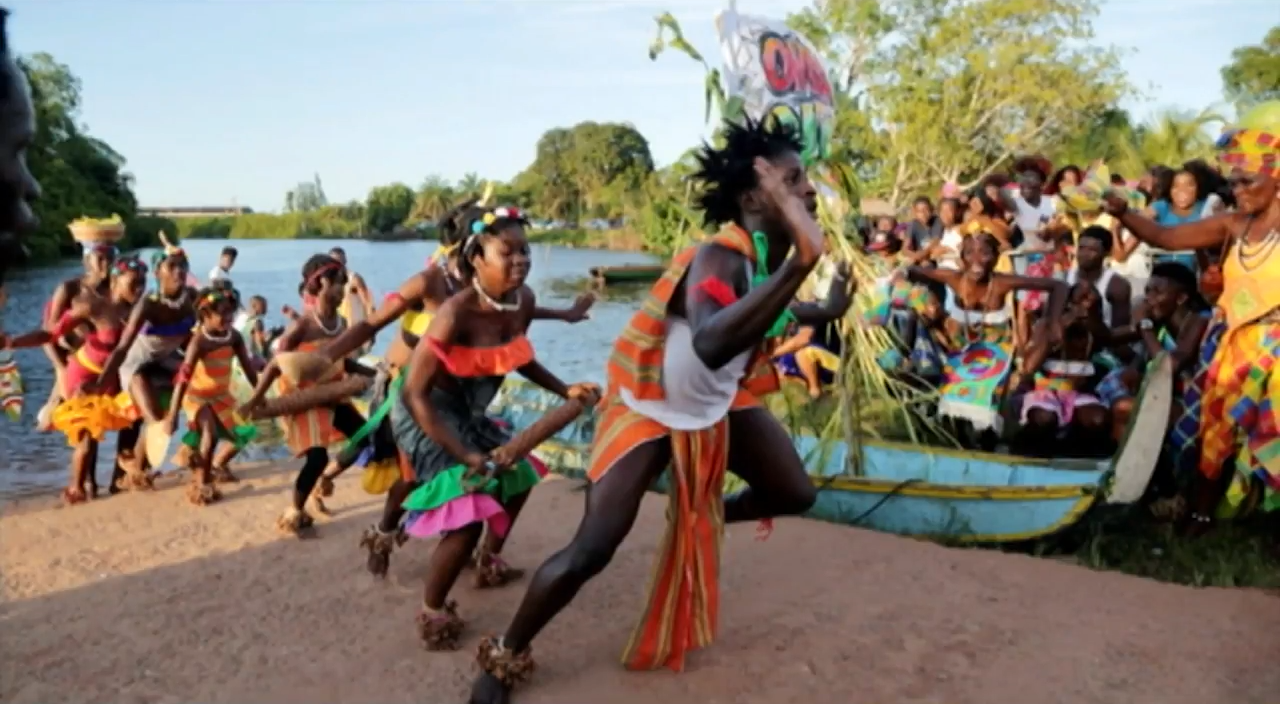
Opening met de Poolo Boto, 2017

| District  | districtscommissaris | van    | tot  | opmerking  |
| --------- | -------------------- | ------ | ---- | ---------- |
| Marowijne | Rudi Strijk          | ?      | ?    |            |
| Marowijne | Raymond Landburg     | ≤ 2004 | 2005 |            |
| Marowijne | Theo Sondrejoe       | 2005   | 2015 |            |
| Marowijne | Remi Pollack         | 2015   | 2016 | waarnemend |
| Marowijne | Jerry Miranda        | 2016   | 2016 | waarnemend |
| Marowijne | Freddy Daniël        | 2016   | 2019 |            |

| districtscommissaris | van  | tot   |
| -------------------- | ---- | ----- |
| Freddy Daniël        | 2019 | 2020  |
| Clyde Hunswijk       | 2020 | heden |

| districtscommissaris | van  | tot   |
| -------------------- | ---- | ----- |
| Kenya Pansa          | 2019 | 2020  |
| Olivia Domini        | 2020 | heden |

## Moengo Festival
Sinds 2013 wordt in het stadje Moengo jaarlijks het Moengo Festival gehouden, met afwisselende edities van muziek, theater en dans, en beeldende kunst. Het aantal bezoeken steeg van enkele duizenden in het weekend van 2013 tot meer dan twintigduizend in 2018. Het festival wordt jaarlijks geopend met de 'Poolo Boto'. Hierbij nemen een aantal boten uit verschillende dorpen het tegen elkaar op, in een strijd die bepaald wordt door wie de mooiste boot heeft. De strijd wordt gespeeld met dans, zang en prodo (pronk). Op die dag en de andere twee dagen tijdens het weekend worden er optredens van artiesten en cultuurgroepen uit het hele land gegeven.

## Galerij

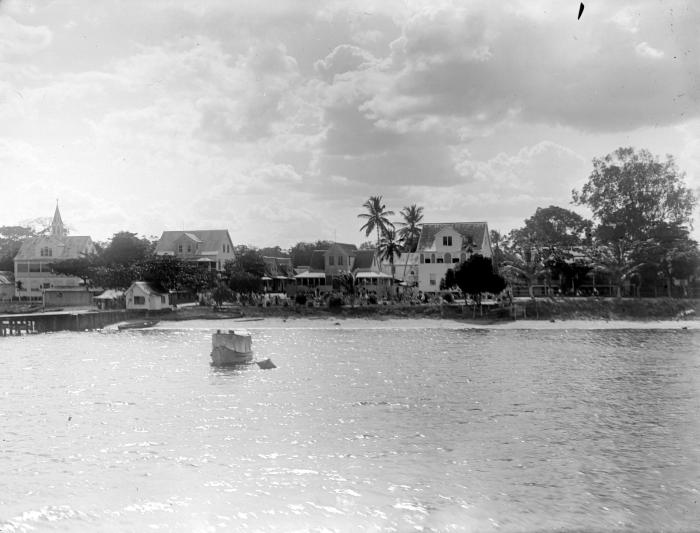
Historisch stadsgezicht van Albina
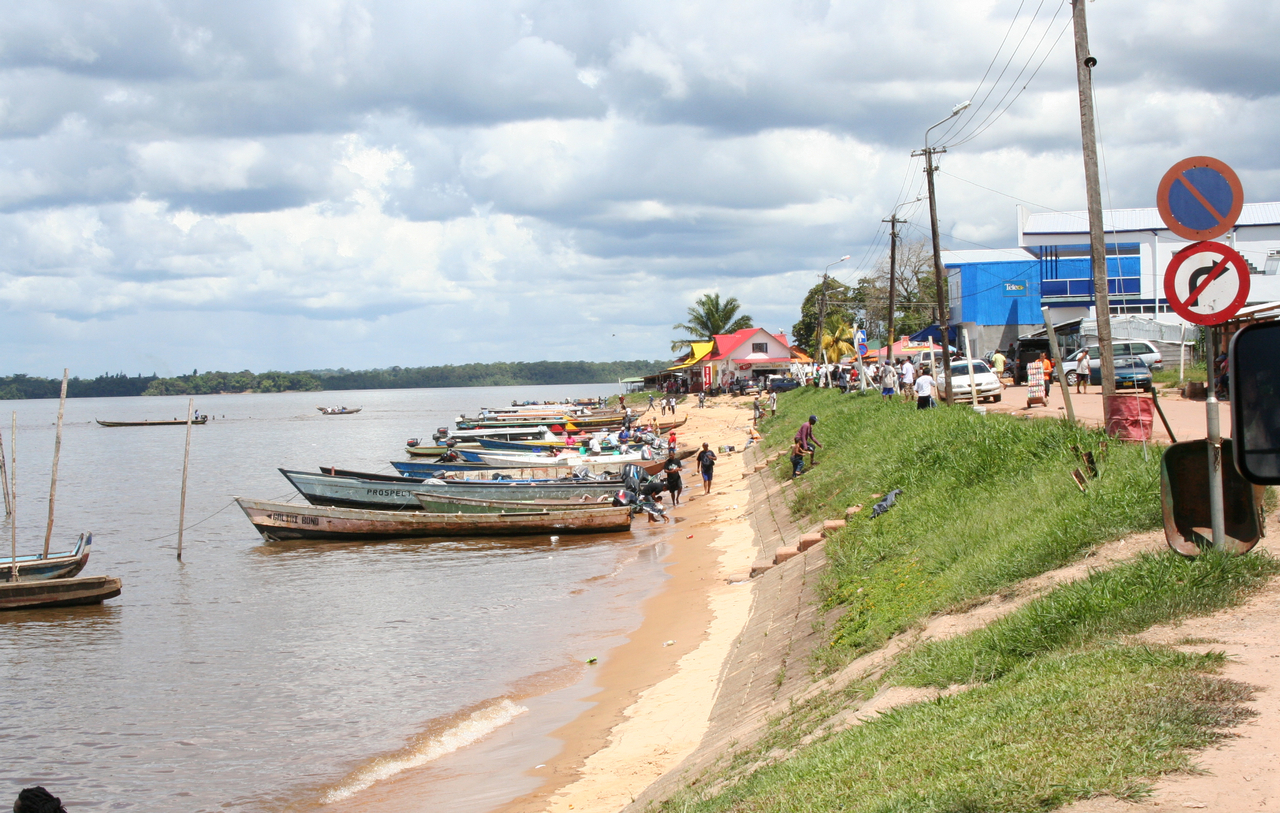
Marowijnerivier bij Albina
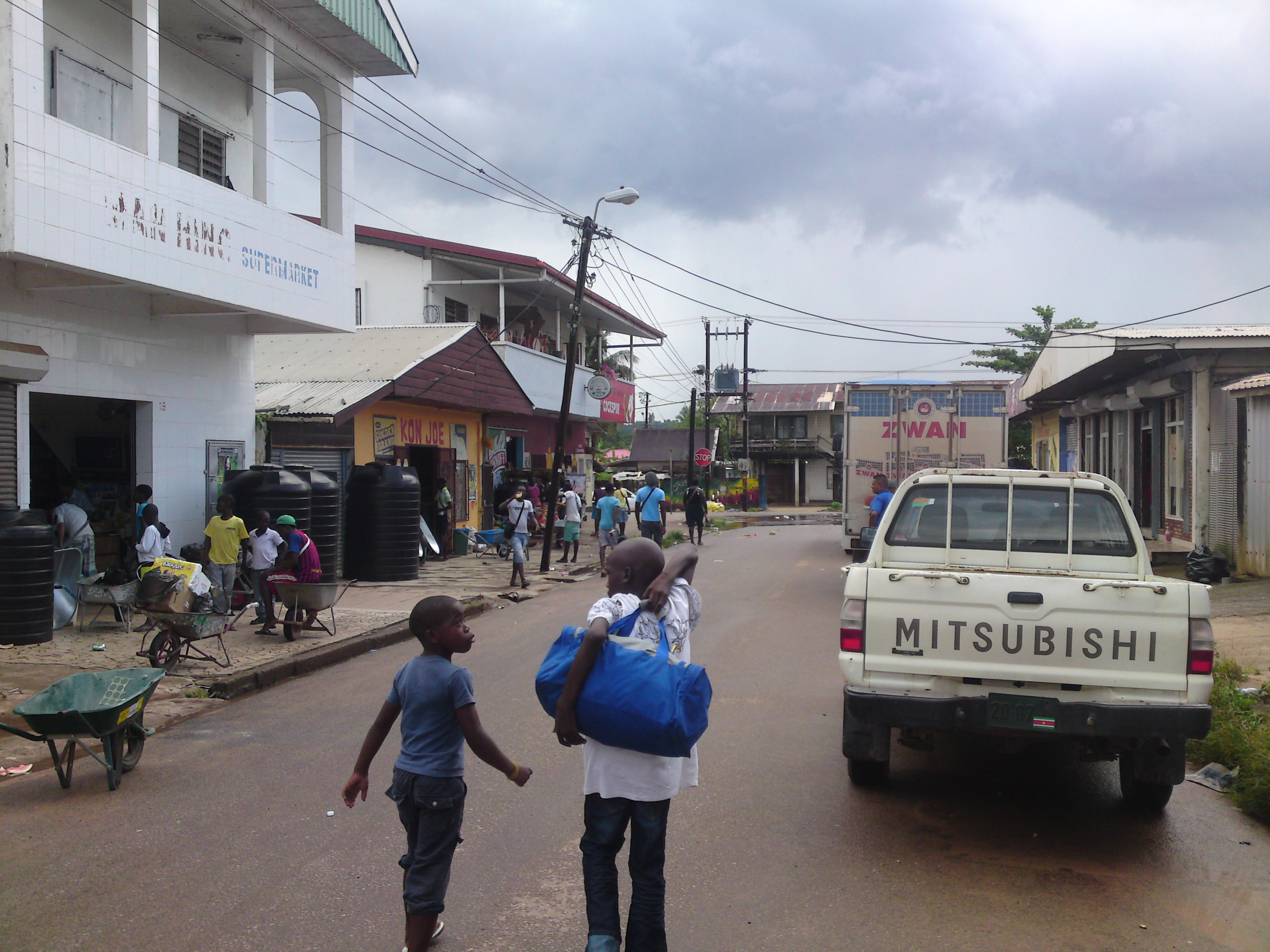
Albina
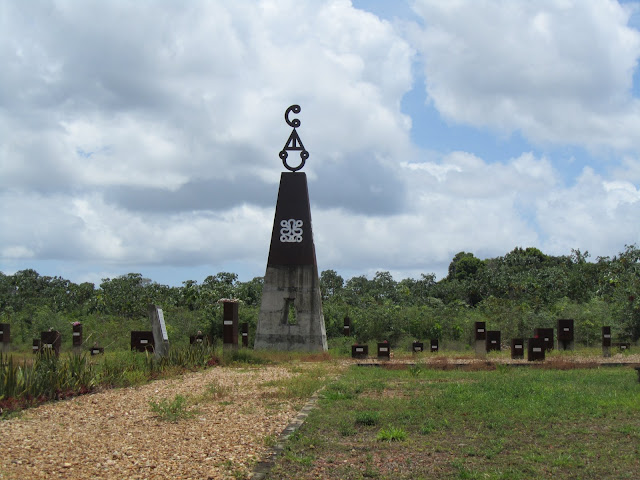
Het Moiwana monument
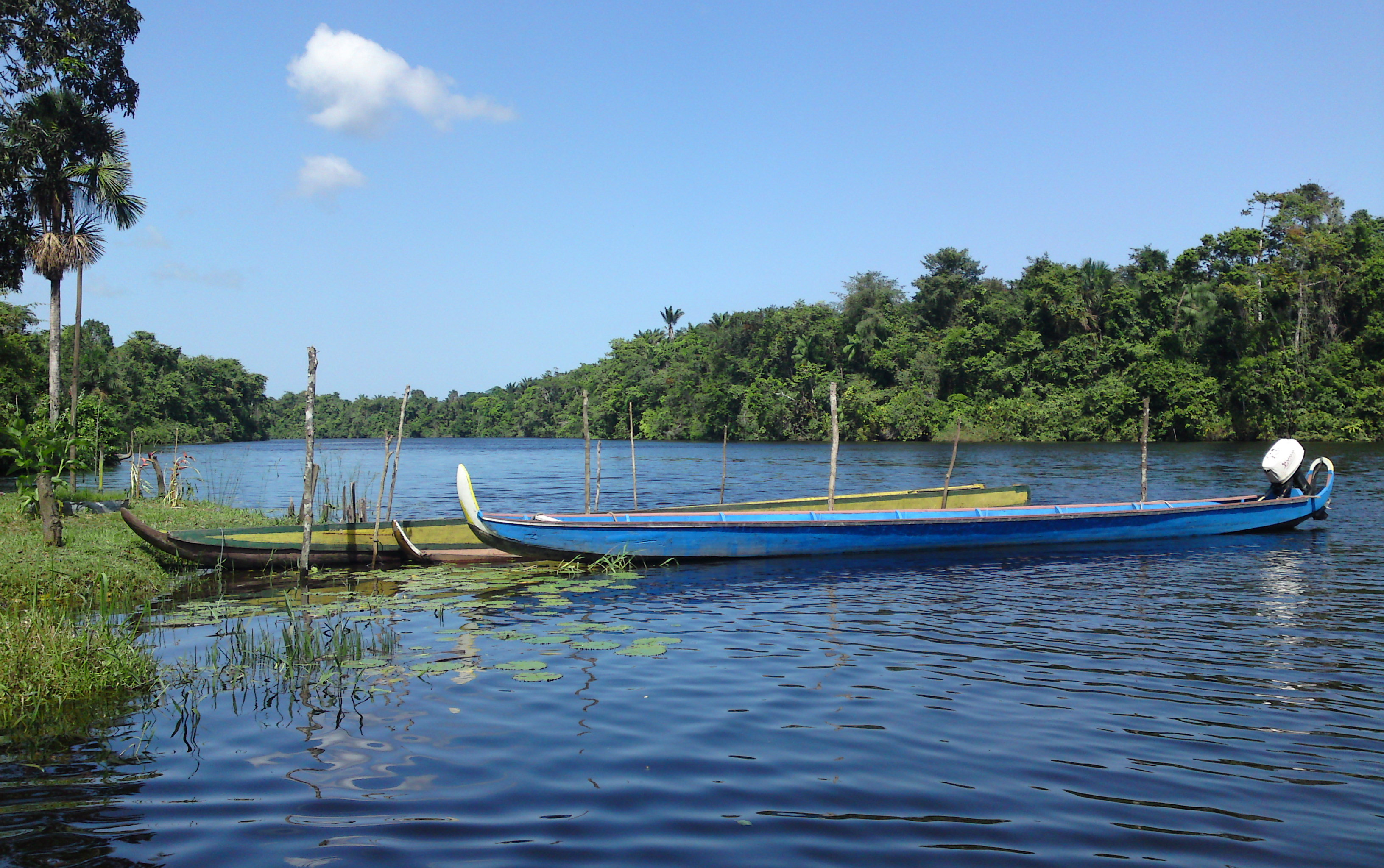
Pinatyaimi

Brokopondo · Commewijne · Coronie · Marowijne · Nickerie · Para · Paramaribo · Saramacca · Sipaliwini · Wanica